# Hanns Hubert Hofmann
Hanns Hubert Hofmann (* 6. November 1922 in Nürnberg; † 5. Juni 1978 in Würzburg) war ein deutscher Historiker. Er war Professor an der Julius-Maximilians-Universität Würzburg und machte sich um die Forschung zur fränkischen Geschichte verdient.

## Leben
Hofmann wurde 1922 als Sohn des Syndikus Hanns Heinz Hofmann, des späteren Hauptgeschäftsführers der IHK Nürnberg, geboren. Von 1933 bis 1940 besuchte er das Melanchthon-Gymnasium Nürnberg. Im Anschluss diente er im Zweiten Weltkrieg als Soldat.
Von 1946 bis 1948 studierte er Geschichte, Germanistik, Geografie und Rechtswissenschaften. 1948 wurde er bei Erich Freiherr von Guttenberg an der Philosophischen Fakultät der Universität Erlangen mit der Dissertation Herzogenaurach. Die Geschichte eines Grenzraums in Franken zum Dr. phil. promoviert. Danach war er wissenschaftlicher Assistent an der Universität Erlangen. Von 1953 bis 1965 war er wissenschaftlicher Mitarbeiter bei der Kommission für bayerische Landesgeschichte.
1961 habilitierte er sich an der Philosophischen Fakultät an der Julius-Maximilians-Universität Würzburg mit der Arbeit Adelige Herrschaft und souveräner Staat. 1963 wurde er Lehrbeauftragter und 1968 außerplanmäßiger Professor für Neuere Geschichte, Sozial- und Landesgeschichte. Zu seinen akademischen Schülern gehörten unter anderem Friedhelm Golücke, Ernst Schubert und Bernhard Sicken.
Er war ab 1959 Leiter der „Büdinger Gespräche“ und gab mehrere Bände der Reihe Büdinger Vorträge heraus. Darüber hinaus war er – gemeinsam mit unter anderem Erich von Guttenberg – für den Teil Franken im Historischen Atlas von Bayern (HAB) verantwortlich. Er war Bearbeiter des Biographischen Wörterbuchs zur deutschen Geschichte im Weltbild-Verlag.
Hofmann war zweimal verheiratet und Vater von zwei Kindern.

## Auszeichnungen und Mitgliedschaften
- 1966: Förderungspreis der Stadt Nürnberg
- 1968: Ehrenpreis der Bayerischen Akademie der Wissenschaften
- 1973: ordentliches Mitglied der Akademie für Raumforschung und Landesplanung in Hannover

## Schriften (Auswahl)
- Hrsg. mit Fritz Schnelbögl: Gelegenhait der landschaft mitsampt den furten und helltten darinnen. Eine politisch-statistische, wehr- und verkehrsgeographische Beschreibung des Grossraums um Nürnberg zu Beginn des 16. Jahrhunderts (= Schriftenreihe der Altnürnberger Landschaft. Band 1). Pfeiffer, Hersbruck 1952.
- Mittel- und Oberfranken am Ende des Alten Reiches (= Historischer Atlas von Bayern. Teil Franken. Reihe 2, Heft 1). Kommission für Bayerische Landesgeschichte, München 1954.
- Franken seit dem Ende des Alten Reiches (= Historischer Atlas von Bayern. Teil Franken. Reihe 2, Heft 2). Kommission für Bayerische Landesgeschichte, München 1955.
- Unterfranken und Aschaffenburg mit den Hennebergischen und Hohenlohischen Landen am Ende des Alten Reiches (1792) (= Historischer Atlas von Bayern. Teil Franken. Reihe 2, Heft 1a). Kommission für Bayerische Landesgeschichte, München 1956.
- Der Hitlerputsch. Krisenjahre deutscher Geschichte 1920–1924. Nymphenburger Verlagshandlung, München 1961.
- Burgen, Schlösser und Residenzen in Franken. Nach alten Vorlagen. Weidlich, Frankfurt am Main 1961.
- Adelige Herrschaft und souveräner Staat. Studien über Staat und Gesellschaft in Franken und Bayern im 18. und 19. Jahrhundert (= Studien zur bayerischen Verfassungs- und Sozialgeschichte. Band 2). Kommission für bayerische Landesgeschichte, München 1962.
- Der Staat des Deutschmeisters. Studien zu einer Geschichte des Deutschen Ordens im Heiligen Römischen Reich Deutscher Nation (= Studien zur bayerischen Verfassungs- und Sozialgeschichte. Band 3). Kommission für bayerische Landesgeschichte, München 1964.
- Die Nürnberger Stadtmauer. Verlag Nürnberger Presse, Nürnberg 1967.
- Hrsg.: Die Entstehung des modernen souveränen Staates. Kiepenheuer & Witsch, Köln u. a. 1967.
- Hrsg. mit Günther Schuhmann: Franken in alten Ansichten und Schilderungen. Thorbecke, Konstanz u. a. 1967.
- Kaiser Karls Kanalbau. Wie Künig Carl der Grosse unterstünde, die Donaw u.d. Rhein zusammenzugraben. Thorbecke, Sigmaringen u. a. 1969 (2. Auflage, 1976, ISBN 3-7995-4014-8).
- Eine Reise nach Padua 1585. Drei fränkische Junker uff der Reiss nach Italiam. Thorbecke, Sigmaringen u. a. 1969.
- Hrsg.: Quellen zum Verfassungsorganismus des Heiligen Römischen Reiches Deutscher Nation, 1495–1815 (= Ausgewählte Quellen zur deutschen Geschichte der Neuzeit. Band 13). Wissenschaftliche Buchgesellschaft, Darmstadt 1976, ISBN 3-534-01959-8.
- Hrsg.: Das deutsche Offizierkorps, 1860–1960 (= Deutsche Führungsschichten in der Neuzeit. Band 11). In Verbindung mit dem Militärgeschichtlichen Forschungsamt. Boldt, Boppard am Rhein 1980, ISBN 3-7646-1775-6.
- Hrsg.: Franken in alten Ansichten und Schilderungen. Thorbecke, Sigmaringen 1981, ISBN 3-7995-2123-2.